# Юг штата Эспириту-Санту (мезорегион)

Юг штата Эспириту-Санту на карте.

Юг штата Эспириту-Санту (порт. Mesorregião Sul Espírito-Santense) — административно-статистический мезорегион в Бразилии, входит в штат Эспириту-Санту. Население составляет 565 934 человека (на 2010 год). Площадь — 8 842,545 км². Плотность населения — 64,00 чел./км².

## Демография
Согласно сведениям, собранным в ходе переписи 2010 г. Национальным институтом географии и статистики (IBGE), население мезорегиона составляет:
| Полное население                            | Полное население                            | Полное население                            | Полное население                            | 565 934 |
| ------------------------------------------- | ------------------------------------------- | ------------------------------------------- | ------------------------------------------- | ------- |
| в том числе:                                | Городское население                         | 409 448                                     | Процент городского населения, %             | 72,35   |
|                                             | Сельское население                          | 156 486                                     | Процент сельского населения, %              | 27,65   |
|                                             | Мужское население                           | 281 346                                     | Процент мужского населения, %               | 49,71   |
|                                             | Женское население                           | 284 588                                     | Процент женского населения, %               | 50,29   |
| Плотность населения, чел/км²                | Плотность населения, чел/км²                | Плотность населения, чел/км²                | Плотность населения, чел/км²                | 64,00   |
| Население мезорегиона в % к населению штата | Население мезорегиона в % к населению штата | Население мезорегиона в % к населению штата | Население мезорегиона в % к населению штата | 16,10   |

## Статистика
- Валовой внутренний продукт на 2003 составляет 2 641 462 824,00 реалов (данные: Бразильский институт географии и статистики).
- Валовой внутренний продукт на душу населения на 2003 составляет 4712,41 реалов (данные: Бразильский институт географии и статистики).
- Индекс развития человеческого потенциала на 2000 составляет 0,742 (данные: Программа развития ООН).

## Состав мезорегиона
В мезорегион входят следующие микрорегионы:
1. Алегри
2. Кашуэйру-ду-Итапемирин
3. Итапемирин